# Immeuble au 2, rue de la Fosse de Nantes
L'immeuble, bâti au XVe siècle et XVIIe siècle, est situé à Nantes, en France, au no 2 de la rue de la Fosse, à l'angle de la rue de Guérande dont est constitue le no 1. L'immeuble a été inscrit au titre des monuments historiques en 1993.

## Historique
Le bâtiment est inscrit au titre des monuments historiques par arrêté du 5 octobre 1993.